# M-610
La M-610 es una carretera de la Red Secundaria de la Comunidad de Madrid. Con una longitud de 20,39 km, parte de La Cabrera, desde la calzada de la antigua N-1, en dirección a Miraflores de la Sierra, atravesando los términos municipales de Valdemanco y Bustarviejo.

## Tráfico
Según las estadísticas de tráfico, en 2011 la intensidad media diaria en el tramo entre La Cabrera y Valdemanco alcanzaba la cifra de 1326 vehículos diarios, con casi un 7 % de tráfico de camiones. El tramo entre Miraflores de la Sierra y Bustarviejo llegó a los 1089 vehículos diarios, con un 8 % de tráfico de vehículos pesados.